# Ärtholmen, Helsingfors
För andra betydelser, se Ärtholmen.

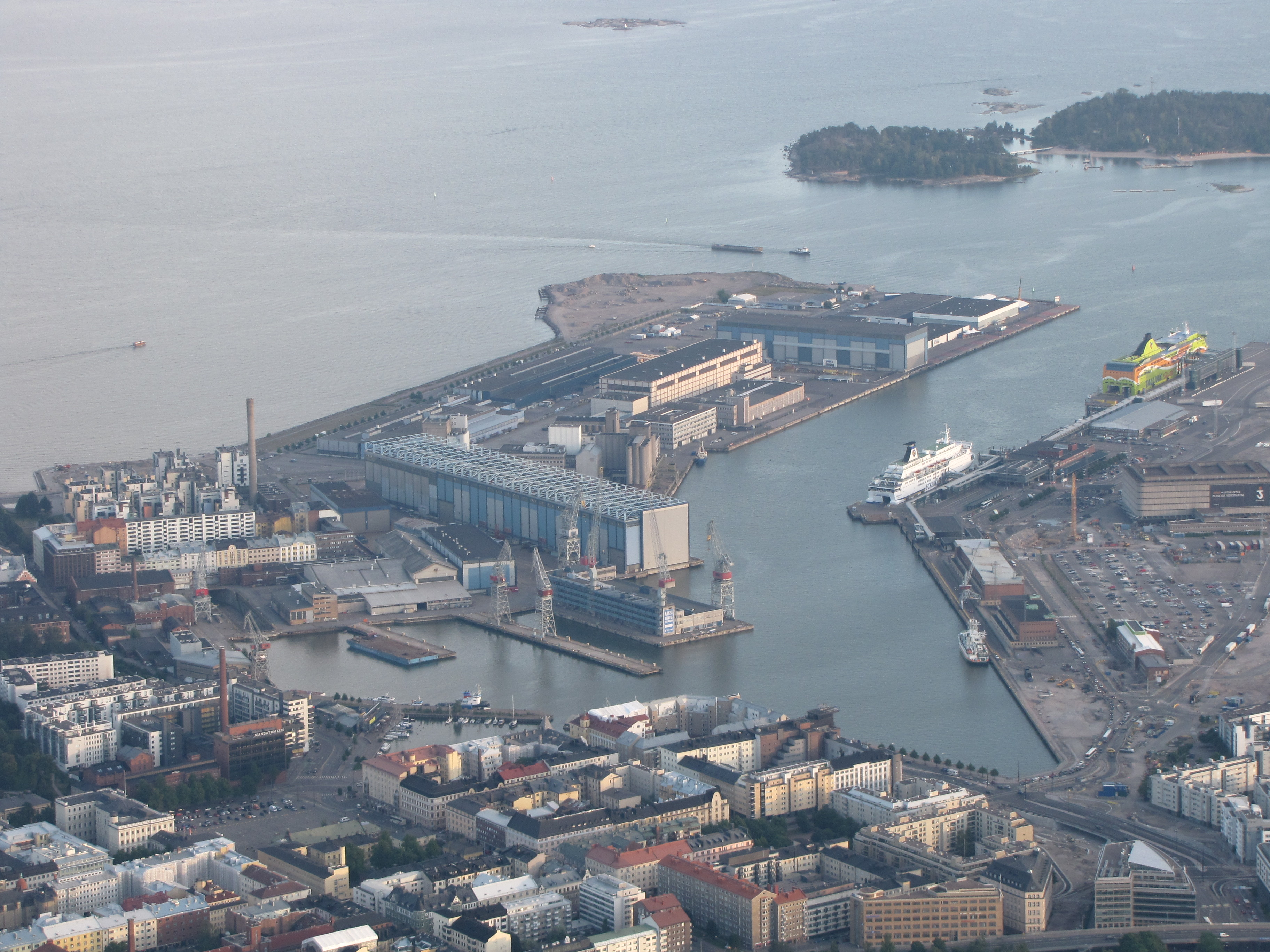
Munkholmen och Ärtholmen, 2010

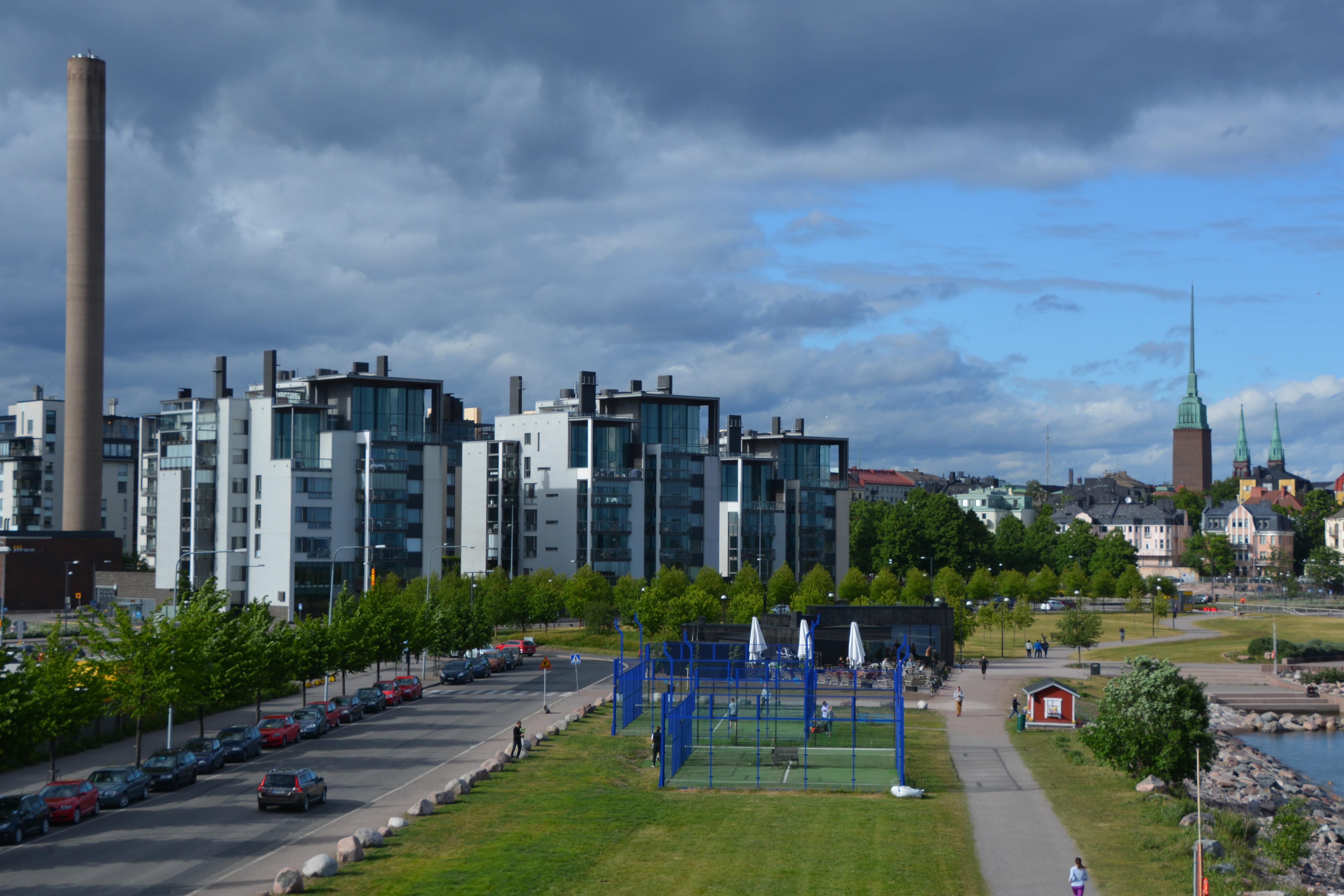
Eirastranden

Ärtholmen (finska: Hernesaari) är en del av stadsdelen Västra hamnen i Helsingfors stad och ingår i Ulrikasborgs distrikt. Ärtholmen består av de före detta öarna Ärtholmen och Munkholmen, samt utfyllnadsmark. Det finns främst lager, kontor och varvet Helsinki Shipyad Oy på Ärtholmen. På ett nytt bostadsområde kallat Eirastranden byggdes bostäder 2007–2008 på Helsingfors genom tiderna dyraste tomtmark, som staden sålde till högstbjudande byggbolag.
På Ärtholmen ligger Helsingfors kommersiella heliport Ärtholmens heliport.
Delområdets officiella namn var Munkholmen fram till 2013.